# Poniente Almeriense

Municipios que forman el Poniente Almeriense

El Poniente Almeriense es una comarca española situada en la parte suroccidental de la provincia de Almería. Este territorio limita con las comarcas almerienses de la Alpujarra al norte y la Metropolitana de Almería al noreste, así como con las comarcas granadinas de la Costa al suroeste y la Alpujarra Granadina al oeste. Tiene salida al mar Mediterráneo al sur y este, al norte se encuentra la sierra de Gádor y al noreste Almería capital y el golfo de Almería.
Está formada por diez municipios, de los cuales el más poblado es Roquetas de Mar, y el más extenso El Ejido; por el contrario, el municipio con menor número de habitantes es Enix, y el de menor superficie La Mojonera. Su capital tradicional e histórica es la ciudad de El Ejido.
Como el resto de las comarcas almerienses, solo está reconocida a nivel geográfico, pero no a nivel político.

## Geografía
En el Poniente Almeriense se pueden distinguir cuatro unidades del relieve: la sierra de Gádor, que es un macizo montañoso al norte de la comarca; está situada en Berja, Dalías, Enix, Felix y la mitad norte de Vícar. La sierra de Adra, una pequeña montaña situada al oeste del Poniente Almeriense; se encuentra en el noroeste de Adra. El campo de Dalías, una planicie que se extiende por la mayor parte de la comarca; está situada en El Ejido, La Mojonera, Roquetas de Mar y en la mitad sur de Vícar. Y la hoya de Adra, una depresión dominada por el río Adra; se encuentra en el término municipal de Adra.

Relieve del Poniente Almeriense.

### Hidrografía
El Poniente Almeriense es una comarca caracterizada por su aridez en su superficie, donde los elementos hidrográficos más presentes son las ramblas. Sin embargo, su subsuelo está poblado por numerosos acuíferos, usados para extraer agua usada en la comarca y en el resto de la provincia de Almería.

## Naturaleza

### Espacios naturales protegidos
Entre sus espacios naturales destacan la albufera de Adra y la punta Entinas-Sabinar como reservas naturales y paraje natural
Por otor lado existen otras figuras de protección, tales como el Parque Periurbano de Castala, el Monumento Natural del Peñón de Bernal y los Artos de El Ejido como ecosistemas relictos en peligro de extinción. 

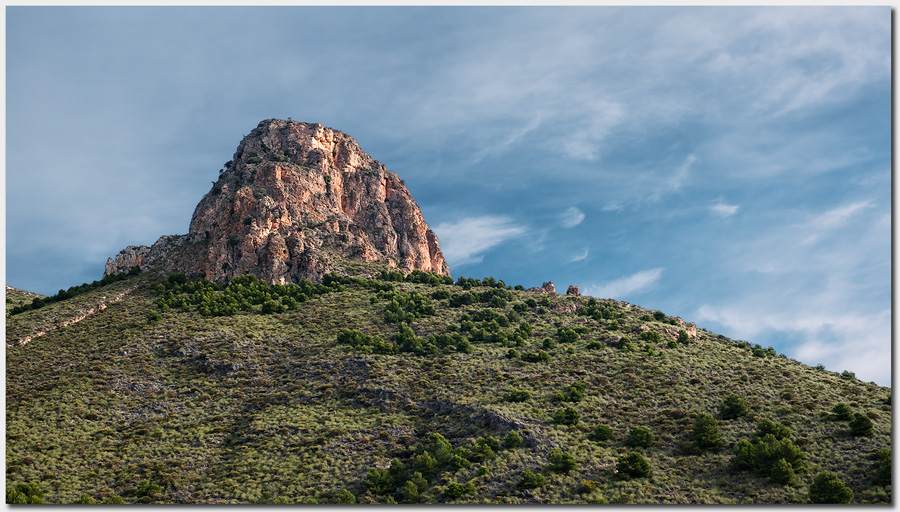
Peñón de Bernal

## Municipios
La comarca está conformada por los siguientes municipios:
|                 | Municipio       | Superficie | Población (2019) | Densidad | Ayto. (2023) | Pedanías |
| --------------- | --------------- | ---------- | ---------------- | -------- | ------------ | --- |
| Adra            | Adra            | 89,62      | 25.148           | 280,61   | PP           | La Alcazaba, La Alquería, Calajunco, El Campillo, El Canal, Cuatro Corrales, Las Cuatro Higueras, La Curva, La Fuente del Ahijado, La Fuente Santilla, Guaínos Alto, Guaínos Bajo, Gurrías, El Lance de la Virgen, Los Moras, La Parra, El Patio, Los Pérez, Puente del Río, El Toril y Venta Nueva |
| Balanegra       | Balanegra       | 31,58      | 3.009            | 95,28    | PP           | |
| Berja           | Berja           | 185,66     | 12.415           | 66,87    | PP           | Alcaudique, Benejí, Castala, Chirán, El Cid, Hirmes, La Peñarrodada, El Río Chico, El Río Grande y San Roque |
| Dalías          | Dalías          | 141,32     | 4.006            | 28,35    | PP           | Celín |
| El Ejido        | El Ejido        | 225,40     | 83.594           | 370,87   | PP           | Almerimar, Balerma, El Canalillo, Guardias Viejas, Paraíso Al Mar, Matagorda, Las Norias de Daza, Pampanico, La Redonda, San Agustín, San Silvestre, Santa María del Águila y Tarambana |
| Enix            | Enix            | 66,78      | 466              | 6,98     | PP           | El Marchal de Antón López y El Palmer |
| Felix           | Felix           | 81,20      | 628              | 7,73     | PP           | |
| La Mojonera     | La Mojonera     | 23,85      | 9.021            | 378,24   | tod@s        | Las Cantinas, San Nicolás Alto, San Nicolás Bajo, Venta del Cosario, Venta del Viso y Urbanización Felix |
| Roquetas de Mar | Roquetas de Mar | 59,77      | 96.800           | 1619,54  | PP           | Aguadulce, Campillo del Moro, Marín, Las Marinas, El Parador de las Hortichuelas, El Solanillo y Urbanización de Roquetas |
| Vícar           | Vícar           | 64,29      | 26.028           | 404,85   | PSOE         | Archilla, Las Cabañuelas, Cañada Sebastiana, La Cimilla, Congo-Canal La Envía, La Gangosa, El Llano, Llanos de Vícar, La Lomilla, Marín, El Parador, Puebla de Vícar y Yegua Verde |
|                 | TOTAL           | 969,47     | 261.115          | 269,34   |              | |

## Demografía

### Núcleos
Los principales núcleos de población, situados en el mapa, son:
| \| Adra Berja Dalías Enix El Ejido Felix La Mojonera Roquetas de Mar Vícar Balanegra Castala Benínar Aguadulce Campillo del Moro El Parador Urbanización de Roquetas Santa María del Águila Balerma Almerimar Las Norias Puebla de Vícar La Gangosa Puente del Río La Curva Celín El Marchal El Palmer El Solanillo San Agustín \| |
| Mapa del Poniente Almeriense con sus principales localidades. |
| Capital de municipio. Otras entidades de población. |
| Adra Berja Dalías Enix El Ejido Felix La Mojonera Roquetas de Mar Vícar Balanegra Castala Benínar Aguadulce Campillo del Moro El Parador Urbanización de Roquetas Santa María del Águila Balerma Almerimar Las Norias Puebla de Vícar La Gangosa Puente del Río La Curva Celín El Marchal El Palmer El Solanillo San Agustín       |

### Evolución de la población
| Gráfica de evolución demográfica de Poniente Almeriense entre 2000 y 2019 |
|                                                                           |
| Datos según el padrón municipal publicado por el INE.                     |

## Política
| Elecciones Municipales - Poniente Almeriense (2023) | Elecciones Municipales - Poniente Almeriense (2023) | Elecciones Municipales - Poniente Almeriense (2023) | Elecciones Municipales - Poniente Almeriense (2023) | Elecciones Municipales - Poniente Almeriense (2023) |
| Partido político                                    | Partido político                                    | Alcaldes                                            | Concejales                                          | N.º de municipios con representación                |
| --------------------------------------------------- | --------------------------------------------------- | --------------------------------------------------- | --------------------------------------------------- | --------------------------------------------------- |
|                                                     | Partido Popular (PP)                                | 8 de 10                                             | 92 de 160                                           | 10 de 10                                            |
|                                                     | Partido Socialista Obrero Español (PSOE)            | 1 de 10                                             | 39 de 160                                           | 9 de 10                                             |
|                                                     | Tod@s por La Mojonera (tod@s)                       | 1 de 10                                             | 6 de 160                                            | 1 de 10                                             |
|                                                     | Vox (VOX)                                           | 0 de 10                                             | 15 de 160                                           | 5 de 10                                             |
|                                                     | Izquierda Unida (IU)                                | 0 de 10                                             | 2 de 160                                            | 2 de 10                                             |
|                                                     | Almería Avanza                                      | 0 de 10                                             | 2 de 160                                            | 1 de 10                                             |
|                                                     | Plataforma Por Adra                                 | 0 de 10                                             | 2 de 160                                            | 1 de 10                                             |
|                                                     | Felix Siempre                                       | 0 de 10                                             | 2 de 160                                            | 1 de 10                                             |

## Economía

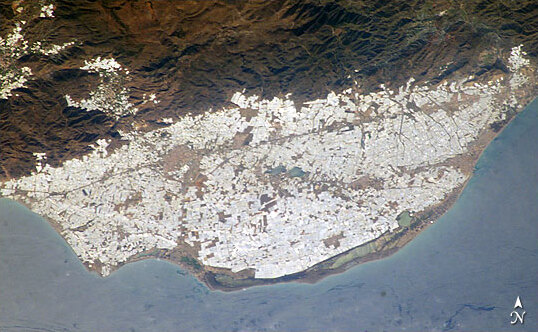
Vista del popular Mar de Plástico formado por los invernaderos.

La actividad principal es la agricultura, siendo esta comarca conocida como «la huerta de Europa»; sobre esta se ha desarrollado un gran número de empresas de industria auxiliar para el sector, centros de manipulado, de investigación, plásticos o semillas.
El turismo es un sector muy importante, destacando las localidades de Roquetas de Mar, Aguadulce y Almerimar.